# Ioan a lui Ilie Oltean
Ioan a lui Ilie Oltean (n. 1877, Lăureni, județul Mureș – d. 1925, Lăureni) a fost un deputat în Marea Adunare Națională de la Alba Iulia, organismul legislativ reprezentativ al „tuturor românilor din Transilvania, Banat și Țara Ungurească”, cel care a adoptat hotărârea privind Unirea Transilvaniei cu România, la 1 decembrie 1918.

## Biografie
Ioan a lui Ilie Oltean a fost agricultor, mobilizat în armata austro-ungară în Primul Război Mondial. A decedat la Lăureni în anul 1925.